# Tranquillo (Gilli)
Tranquillo è un singolo del rapper danese Gilli, pubblicato il 16 febbraio 2018.
Il brano vede la partecipazione del rapper danese Branco.

## Tracce
Testi e musiche di Kian Rosenberg Larsson e Branco.
1. Tranquillo (feat. Branco) – 3:28

## Formazione
- Gilli – voce
- Branco – voce aggiuntiva
- Hennedub – tastiera, basso, produzione
- Anders Søe – chitarra
- Jesper Vivid Vestergaard – mastering, missaggio

## Classifiche

### Classifiche settimanali
| Classifica (2018) | Posizione massima |
| ----------------- | ----------------- |
| Danimarca         | 1                 |

### Classifiche di fine anno
| Classifica (2018) | Posizione |
| ----------------- | --------- |
| Danimarca         | 59        |